# Bellenglise
Bellenglise es una comuna francesa situada en el departamento de Aisne, en la región de Alta Francia.

## Demografía
| 276 | 426 | 517 | 479 | 441 | 410 | 379 |
| Para los censos de 1962 a 1999 la población legal corresponde a la población sin duplicidades (Fuente: INSEE [Consultar]) |     |     |     |     |     |     |